# Rakoszyce
Rakoszyce est une localité polonaise de la gmina et du powiat de Środa Śląska en voïvodie de Basse-Silésie.

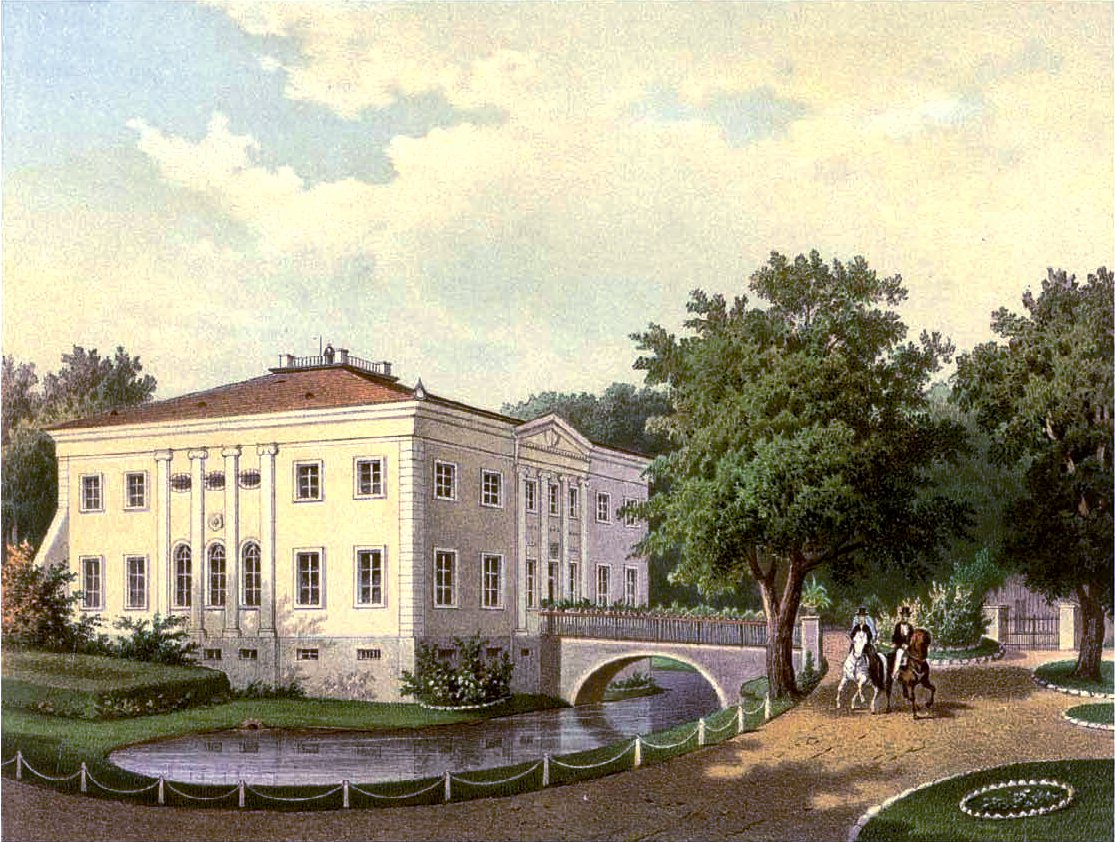
Schloss Rackschuetz